# Suchariewskaja
Suchariewskaja (ros. Сухаревская) – stacja moskiewskiego metra (kod 094) linii Kałużsko-Ryskiej, położona na skrzyżowaniu ulic Prospiekt Mira, Srietienka i Sadowoje Kolco. Początkowo nosiła nazwę Kołchoznaja (Колхозная), którą zmieniono 5 listopada 1990.

## Wystrój
Stacja jest trzykomorowa, jednopoziomowa, posiada jeden peron. Kolorystyka stacji jest nietypowa – kolumny obłożono jasnożółtym i jasnozielonym marmurem, mającym symbolizować pola uprawne.  Na podłogach jest szary granit, a na ścianach jasny marmur oraz tłoczone aluminiowe panele.